# Einheitstemperaturzeitkurve

Plot der Einheitstemperaturzeitkurve

Um einheitliche Prüf- und Beurteilungsgrundlagen für das Brandverhalten von Bauteilen zu schaffen, wurde auf internationaler Ebene eine Einheitstemperaturzeitkurve (ETK) (engl.: uniform-temperature-time-curve, UTTC) festgelegt. Diese beschreibt eine Formel, die die Bedingungen für die Prüfung vorgibt.
Der Temperaturanstieg in der ETK wird nach der Gleichung
{\displaystyle \Delta \theta (t)=\theta (t)-\theta (t_{0}=0)=345\cdot \log _{10}(8t+1);\quad [\theta ]=\mathrm {K} ,\quad [t]=\mathrm {Minuten} } 
bestimmt.
Auf der Einheitskurve basieren die Bauteilprüfungen nach den Brandschutznormen DIN 4102-2, -3, -5, -6, -9 und -11.